# Orthanc (software)
Orthanc is een lichtgewicht open-source-DICOM-server voor medische beeldbewerking die representational state transfer ondersteunt. Het is beschikbaar onder de GPLv3 licentie.

## Achtergronden
Orthanc komt oorspronkelijk voort uit onderzoek van de afdeling medische natuurkunde (Département de physique médicale) van het academisch ziekenhuis van de Universiteit Luik (CHU de Liège). Deze software onderscheidt zich van andere zogenaamde PACS-software door zijn beperkte omvang en REST API-interface die het mogelijk maakt om de stroom/flow van medische beelden te automatiseren en de interoperabiliteit tussen verschillende systemen te verbeteren.
Voor zijn werk aan Orthanc ontving Sébastien Jodogne in 2015 de zogenaamde "Free Software Award" van de Free Software Foundation. Orthanc ontving ook de eHealth Agoria prijs in 2015.

## Besturingssysteem
Orthanc is onderdeel van het Debian Med project. Officiële pakketten zijn beschikbaar voor verschillende Linux distributies waaronder Debian, Ubuntu
OpenSuse 
en Fedora. Porteringen zijn ook beschikbaar voor FreeBSD en OpenBSD. Windows installatiepakketten kunnen ook vrijelijk gedownload worden van de Orthanc-website, maar worden geleverd door een commerciële partner.
Orthanc is ook beschikbaar als Beta-package via het 'package center' voor Synology NAS-gebruikers.